# Vokálová harmonie
Vokálová, vokální nebo samohlásková harmonie, případně harmonie samohlásek je typ dálkové asimilace samohlásek, kdy se vokály afixu přizpůsobují vokálům kořene slova, případně se vzájemně přizpůsobují i vokály tohoto kořene.
Vyskytuje se v mnoha uralských jazycích, téměř ve všech altajských jazycích, dále pak v korejštině, tibetštině, valencijštině, andaluské španělštině a mnoha dalších. Čeština vokálovou harmonii v pravém slova smyslu nemá, určité přípony se ale mohou vázat na určité samohlásky podle skloňovacích vzorů.
Kromě vokálové harmonie existují i další druhy harmonií, které místo samohlásek obsahují například souhlásky (souhlásková harmonie), v ojedinělých případech také tóny nebo kombinaci samohlásek i souhlásek (tzv. postvelární harmonie).
Asimilace v rámci vokálové harmonie probíhá vždy podle jednoho či více distinktivních rysů určujících fonologické opozice. Podle toho tedy lze rozeznávat například vokálovou harmonii palatální (patrovou; afixální vokál se spodobňuje s vokálem kmenovým dle místa jeho vzniku na patře: stane se samohláskou předopatrovou/přední, nebo zadopatrovou/zadní), labiální (retnou; afixální vokál se spodobňuje s vokálem kmenovým dle pozice rtů: stane se samohláskou zaokrouhlenou, resp. nezaokrouhlenou) apod.

## Příklady

### Ugrofinské jazyky

#### Finština

Vokálová harmonie ve finštině.

Ve finštině existují tři skupiny samohlásek: přední (ä, ö, y), neutrální přední (i, e) a zadní (a, o, u). Kombinace předních samohlásek se zadními není možná, kombinace neutrálních s předními nebo neutrálních se zadními možná je. Ve finštině se tedy sufixy, obsahující jiné než neutrální samohlásky, musí vyskytovat ve dvojí podobě, tzv. s předními a zadními samohláskami. Příkladem může být koncovka inessivu -ssa/-ssä. První tvar obsahuje zadní samohlásku a, bude se tedy připojovat ke slovům s kořenem obsahujícím zadní samohlásky, naopak druhý tvar obsahuje přední samohlásku ä, a tak se bude připojovat ke kořenům obsahujících přední samohlásky. Pokud kořen obsahuje pouze neutrální přední samohlásky, bude se k němu připojovat sufix s předními samohláskami.
U složenin si oba kořeny ponechávají své původní samohlásky. Vokály v sufixu se mění podle kořene slova, ke kterému se sufix připojuje.
Příklady:
- tyttö – tytössä (přední)
- kuva – kuvassa (zadní)
- sieni – sienessä (neutrální)
- kirja – kirjassa (zadní a neutrální)
- venäläinen – venäläisessä (přední a neutrální)
- työpaikka – työpaikassa (složenina slov työ – „práce“ a paikka – „místo“; työpaikka – „pracovní místo“)

#### Votština

Vokálová harmonie ve votštině

Votština má jakožto baltofinský jazyk podobný systém vokálové harmonie jako finština. Samohlásky jsou rozděleny na přední (ä, ö, ü, e) a zadní (a, o, u, õ), přičemž pouze i je neutrální. Platí, že zadní a přední samohlásky se nesmí vyskytovat v jednom slově, zatímco neutrální i se může objevit ve slovech s předními i zadními samohláskami. Tohoto pravidla se využívá například při ohýbání slov, kdy se ke kmeni slova připojují různé sufixy. Většina těchto sufixů má své varianty v předních i zadních samohláskách a ke kmeni se připojuje pouze ta varianta, která obsahuje stejné samohlásky jako dané slovo. Pokud je slovo složené z několika jiných slov, řídí se vokálová harmonie podle posledního připojeného slova.
Příklad: (ke slovu se připojuje koncovka partitivu -a/-ä)
- leipä + -ä → leipää (přední)
- koto + -a → kotoa (zadní)
- laukopäivä + -ä → laukopäivää (složenina slov lauko a päivä)

Na rozdíl od finštiny má však votština mnoho výjimek. Vokálová harmonie se nevztahuje na přípony komitativu (-ka), terminativu (-ssa), genitivu množného čísla (-je, -ďďe), rozkazovacího způsobu (-ko, -go, -kod, -god) a jiné sufixy (např. -kaz, -kkõin, -too, -ttoma, -lain, -nikka, -o, -ko, -likko, -ikko, -zikko). Kromě odvozených sufixů, finských a ižorských přejatých slov se totiž ö vyskytuje pouze v počátečních slabikách, a tudíž mají tyto sufixy své varianty jen v zadních samohláskách. Vokálová harmonie se neobjevuje rovněž u většiny zvukomalebných slov a slov přejatých. V původně votských slovech se vyskytují jen dvě výjimky, a to slova kase („tento“) a kane („tito“), protože se jedná o zkrácené složeniny.

#### Maďarština
Maďarština má systém vokalické harmonie založený ve dvou distinktivních rysech – palatalitě (zadopatrové -a je v opozici k předopatrovému -e: ház-ban '„dům+v“, v domě' vs pénz-ben '„peníze+v“, v penězích', resp. zadopatrové -u a -o stojí v opozici k předopatrovým -ü a -ö) a labialitě (retné -ö: kő-höz '„kámen+k“, ke kameni' stojí v opozici k illabiálnímu -e: pénz-hez '„peníze+k“ k penězům'), přičemž rozlišování labiality se týká jen samohlásek předopatrových. Labialita na rozdíl od palatality nemá exkluzivní charakter, v jednom slově se běžně vyskytují přední samohlásky obou typů (mnohé předopatrové sufixy ostatně mají variantu jen retnou, např. -ből, -ről, nebo neretnou, např. -ben, -nél, -vel).
Podobně jako ve finštině lze rozlišit tři skupiny samohlásek: přední (ö, ő, ü, ű), neutrální přední (e, é, i, í) a zadní (a, á, o, ó, u, ú). Jako ryze neutrální se chovají jen i, í, zatímco sufixy obsahující e, é většinou mají i zadní variantu s a, á (s výjimkou univerzálních -é, -ék, -ért). V domácích maďarských slovech (mimo složenin) se nevyskytují zároveň labiální i zadní samohlásky, v přejatých ale mohou (např. sofőr).

### Turkické jazyky

#### Jakutština
V jakutštině jsou samohlásky a dvojhlásky rozděleny do čtyř skupin, ve slovech se mohou vyskytnout pouze samohlásky a dvojhlásky z dané skupiny. Výjimkou je samohláska а, která se může vyskytovat po у a уо, a samohláska э, která se může vyskytovat po ү a үө.

#### Kazaština
V kazaštině existují dvě skupiny samohlásek a dvojhlásek, tvrdé (а, о, ұ, ы) a měkké (ә, ө, ү, і, е, и, э). Samohláska у nepatří ani do jedné skupiny. Ve slovech se mohou objevit samohlásky pouze z jedné skupiny a samohláska у. Po tvrdých souhláskách se neobjevují měkké samohlásky, po měkkých souhláskách se neobjevují tvrdé samohlásky.

#### Turečtina
| Přecházející samohláska | Následující samohláska |
| ----------------------- | ---------------------- |
| a, ı                    | a, ı                   |
| e, i                    | e, i                   |
| o, u                    | a, u                   |
| ö, ü                    | e, ü                   |

V turečtině existují dvě pravidla pro vokálovou harmonii, hlavní a vedlejší:
- hlavní pravidlo: přední samohlásky (e, i, ö, ü) mohou být následovány pouze předními samohláskami, zadní samohlásky (a, ı, o, u) mohou být následovány pouze zadními samohláskami,
- vedlejší pravidlo: zaokrouhlené samohlásky (o, ö, u, ü) mohou být následované pouze uzavřenými zaokrouhlenými samohláskami (u, ü) nebo otevřenými nezaokrouhlenými samohláskami (a, e), nezaokrouhlené samohlásky (a, e, ı, i) mohou být následovány pouze nezaokrouhlenými samohláskami.